# Гомес, Валериано
Тома́с Валериа́но Го́мес Са́нчес (исп. Tomás Valeriano Gómez Sánchez; 15 декабря 1957, Арройо-дель-Оханко) — испанский политик, член ИСРП. Министр труда Испании в 2010—2011 годах. Депутат нижней палаты испанского парламента в 2011—2016 годах.

## Биография
Гомес изучал юриспруденцию в Университете Комплутенсе. В 1984—1986 годах работал советником по экономическим вопросам в исполнительной комиссии Всеобщего союза трудящихся. В 1988—1994 годах консультировал нескольких министров труда и социального обеспечения, в том числе Мануэля Чавеса и Хосе Антонио Гриньяна.
В апреле 2004 года по рекомендации министра труда и социальных вопросов Хесуса Кальдеры был назначен генеральным секретарём по вопросам политики занятости и находился на этом посту до ноября 2006 года. В декабре 2006 года вошёл в состав правления и стал председателем финансовой комиссии Фонда Хосе Ортеги-и-Гассета. В 2008 году в качестве технического координатора работал над проектом избирательной программы ИСРП на парламентских выборах. С 21 октября 2010 по 22 декабря 2011 года входил в состав второго правительства Сапатеро в ранге министра труда и иммиграции. На посту министра труда в новом правительстве Мариано Рахоя после парламентских выборов 2011 года его сменила Фатима Баньес. Являлся депутатом нижней палаты испанского парламента в 2011—2015 годах.